# مونستا مازوکا
مونستا مازوکا (انگلیسی: Monster Maezuka; ۱۹ مارس ۱۹۶۲ – ) صداپیشگی اهل ژاپن بود.